# Mujer trans

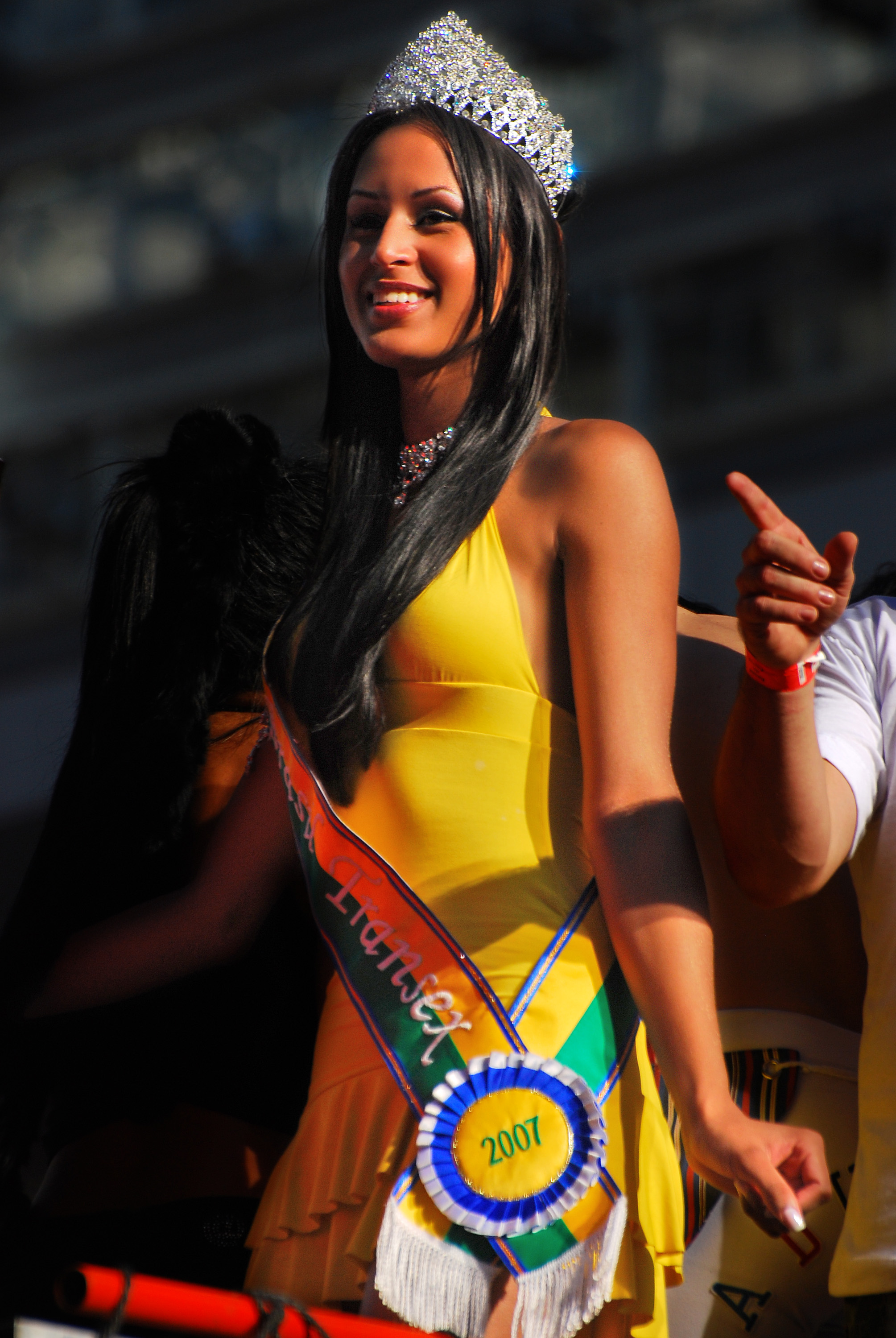
Una mujer trans en un desfile del orgullo LGTB en São Paulo

Mujer trans es un término que engloba a las personas que habiendo sido asignadas en género masculino al nacer, su identidad de género es femenina.
Trans se usa como abreviatura tanto para transgénero como para transexual, los términos suelen mezclarse pero  no son sinónimos. Las mujeres transexuales se refiere a las mujeres trans que realizan una transición amplia (tratamiento hormonal o visitas al quirófano) para que sus características físicas sean consistentes con su identidad de género, mientras que las mujeres transgénero se refiere mayormente a las mujeres trans que solo toman tratamiento hormonal y que no se someten a la cirugía de reasignación de sexo. Las mujeres trans usualmente realizan cambios en sus características sociales o legales, como el cambio de nombre o del marcador de género en sus documentos de identidad.

## Orientación sexual
Las mujeres transgénero pueden identificarse como heterosexuales, bisexuales, homosexuales, pansexuales, asexuales, o ninguno de los anteriores. Una encuesta de aproximadamente 3000 mujeres trans estadounidenses mostró que el 31 % de ellas se identificaron como bisexuales, el 29 % como lesbianas, el 23 % como heterosexuales, el 7 % como asexual, y 7 % se identificaron como queer. Un 2 % marcó «otro».

### Libido
En un estudio de 2008, las personas trans tuvieron una incidencia más alta de disminución de la libido (34 %) en contraste con las mujeres cisgénero (23 %), pero la diferencia no fue estadísticamente significativa y pudo haber sido debido a coincidencias aleatorias. Como en los hombres, la libido de las mujeres se cree que se correlaciona con los niveles de testosterona (con alguna controversia) pero el estudio de 2008 no encontró tal correlación en mujeres trans.

## Discriminación
Varias encuestas han denunciado que las mujeres transgénero siguen sufriendo discriminación a causa de la transfobia y la misoginia.  
En el informe anual de 2010 sobre la violencia por odio motivada por la orientación sexual y la identidad y expresión de género, la National Coalition of Anti-Violence Programs estadounidense —Coalición Nacional de Programas Anti Violencia— mostró que de las 27 personas que fueron asesinadas por su orientación sexual o su identidad de género en los Estados Unidos, el 70 % de estas 27 víctimas eran personas negras y el 44 % eran mujeres transgénero. La discriminación es más grave aún contra las mujeres negras, latinas o amerindias, ya que sufren también el racismo.
El informe estadounidense Injustice at Every Turn: National Transgender Discrimination Survey (Injusticia en cada esquina: vigilancia nacional a la discriminación transgénero), cuyos resultados se obtuvieron a través de una encuesta hecha a aproximadamente 3000 mujeres transgénero, publicó el año 2012 el siguiente resultado:
- el 36 % habían perdido su trabajo debido a su identidad de género.
- el 55 % habían sido discriminadas durante el período de contratación.
- al 29 % les había sido denegado un ascenso.
- al 25 % les había sido negada atención médica.
- el 60 % de las mujeres trans que habían visitado un refugio para personas sin hogar sufrieron acoso durante su estancia.
- el 33 % habían sido acosadas y el 3 % agredidas tras haber mostrado documentos de identificación incongruentes con su identidad de género.
- el 20 % reportó acoso por parte de la policía, un 6 % abuso físico y el 3 % abuso sexual. El 25 % declaró haber sido tratadas de manera irrespetuosa por parte de oficiales de policía.
- entre las mujeres trans encarceladas, el 40 % han sido acosadas por otros reclusos y el 38 % por el personal del establecimiento. El 21 % ha sufrido acoso físico y el 20 % abuso sexual.[4]

En su libro Whipping Girl, Julia Serano diferencia la discriminación particular que experimentan las mujeres trans con el término compuesto «transmisoginia» (en inglés transmisogyny).

## Terminología
Algunas mujeres transgénero que sienten que su transición de género está completa prefieren simplemente ser llamadas «mujeres», considerando que los términos «mujer transgénero» (en inglés, transgender woman), deben ser usados solamente para personas que no han completado su transición. De manera parecida, muchas pueden no querer ser vistas como «mujeres transgénero» debido a la tendencia de la sociedad a considerarlas «otras», personas que no encajan en el binarismo de sexo/género, o que tienen razones personales más allá de estas para no desear ser identificadas como transgénero luego de su transición.
Tanto las mujeres transexuales como las transgénero pueden experimentar disforia de género, angustia provocada por la discrepancia entre su identidad de género y el sexo asignado al nacer, con sus roles de género asociados, o los caracteres sexuales primarios o secundarios.
Así también pueden «hacer la transición», un concepto informal referido al proceso de adoptar una identidad social y propia que se corresponda con el sentimiento personal sobre su género, y puede implicar alguno o varios cambios legales, como el nombre o el sexo en los documentos de identificación, conductuales, como la expresión personal, o médicos, donde un componente importante de la transición para las mujeres trans es la terapia de sustitución hormonal con estrógeno, la cual promueve el desarrollo de caracteres sexuales secundarios femeninos, como el aumento del tamaño de los senos, redistribución de la grasa corporal, o un índice cintura/cadera más bajo. Esto, junto con la cirugía de reasignación de sexo, puede brindar un alivio inmenso y, en la mayoría de los casos, libra a la persona de la disforia de género. Como en todo tratamiento médico se deben considerar los efectos secundarios que puedan presentarse.